# العلاقات الباهاماسية السريلانكية
العلاقات الباهاماسية السريلانكية هي العلاقات الثنائية التي تجمع بين باهاماس وسريلانكا.

## مقارنة بين البلدين
هذه مقارنة عامة ومرجعية للدولتين:
| وجه المقارنة                                              | باهاماس      | سريلانكا                         |
| --------------------------------------------------------- | ------------ | -------------------------------- |
| المساحة (كم2)                                             | 13.88 ألف    | 65.61 ألف                        |
| عدد السكان (نسمة)                                         | 395.36 ألف   | 21.44 مليون                      |
| الكثافة السكانية (ن./كم²)                                 | 28.48        | 326.78                           |
| العاصمة                                                   | ناساو        | سري جاياواردنابورا كوتي، كولمبو  |
| اللغة الرسمية                                             | لغة إنجليزية | اللغة السنهالية، اللغة التاميلية |
| العملة                                                    | دولار بهامي  | روبية سريلانكي                   |
| الناتج المحلي الإجمالي (بليون دولار)                      | 12.16 مليار  | 87.17 مليار                      |
| الناتج المحلي الإجمالي (تعادل القوة الشرائية) بليون دولار | 8.92 مليار   | 246.62 مليار                     |
| الناتج المحلي الإجمالي الاسمي للفرد دولار أمريكي          | 22.82 ألف    | 3.93 ألف                         |
| الناتج المحلي الإجمالي للفرد دولار أمريكي                 |              | 11.11 ألف                        |
| مؤشر التنمية البشرية                                      | 0.790        | 0.757                            |
| رمز المكالمات الدولي                                      | +1242        | +94                              |
| رمز الإنترنت                                              | .bs          | .lk،                             |
| المنطقة الزمنية                                           | 00           | ت ع م+05:30                      |

## منظمات دولية مشتركة
يشترك البلدان في عضوية مجموعة من المنظمات الدولية، منها:
| علم المنظمة | اسم المنظمة                               | تاريخ انضمام باهاماس | تاريخ انضمام سريلانكا |
| ----------- | ----------------------------------------- | -------------------- | --------------------- |
|             | مؤسسة التنمية الدولية                     | 23 يونيو 2008        | 27 يونيو 1961         |
|             | يونسكو                                    | 23 أبريل 1981        | 14 نوفمبر 1949        |
|             | وكالة ضمان الاستثمار متعدد الأطراف        | 4 أكتوبر 1994        | 27 مايو 1988          |
|             | الأمم المتحدة                             | 18 سبتمبر 1973       | 14 ديسمبر 1955        |
|             | دول الكومنولث                             | ?                    | 1948                  |
|             | الاتحاد البريدي العالمي                   | ?                    | ?                     |
|             | البنك الدولي للإنشاء والتعمير             | 21 أغسطس 1973        | 29 أغسطس 1950         |
|             | الاتحاد الدولي للاتصالات                  | 19 أغسطس 1974        | 1897                  |
|             | منظمة حظر الأسلحة الكيميائية              | ?                    | ?                     |
|             | مؤسسة التمويل الدولية                     | 8 ديسمبر 1986        | 20 يوليو 1956         |
|             | المركز الدولي لتسوية المنازعات الاستشارية | 18 نوفمبر 1995       | 11 نوفمبر 1967        |
|             | منظمة الشرطة الجنائية الدولية             | ?                    | ?                     |

## وصلات خارجية
- موقع وزارة الخارجية السريلانكية